# Tim Hopewell
Tim Hopewell es un director, productor y guionista de televisión.

## Filmografía

### Director
| Año           | Título                      |
| ------------- | --------------------------- |
| 1999          | This Bloke Walks Into a Bar |
| 2001          | Mike Baldwin & Me           |
| 2002-2006     | Coronation Street           |
| 2005          | Greatest Ever Screen Chases |
| 2007          | Living on the Edge          |
| 2008          | Hollyoaks                   |
| 2008          | Grange Hill                 |
| 2009-2010     | Waterloo Road               |
| 2011-presente | House of Anubis             |
| 2011-presente | Hollyoaks Later             |

### Productor
| Año  | Título                      |
| ---- | --------------------------- |
| 2001 | Mike Baldwin & Me           |
| 2005 | Greatest Ever Screen Chases |
| 2011 | The Only Way is Essex       |

### Guionista
| Año  | Título                      |
| ---- | --------------------------- |
| 1999 | This Bloke Walks Into a Bar |
| 2001 | Mike Baldwin & Me           |